# 欧洲E54公路
欧洲E54公路（英語：European route E54）是欧洲高速公路的一部分，途径法国、德国、瑞士。起点在法国的巴黎，经瑞士，终点在德国的慕尼黑。

## 路线
- 法國
  - 巴黎 → 桑斯 → 特鲁瓦 (A5) — 此路段与E60并线
  - 特鲁瓦 → 朗格勒 (A5) — 此路段与E17并线
  - 朗格勒 → 沃苏勒 → 吕尔 → 贝尔福 (N19)
  - 贝尔福 → 米卢斯 (A36)
- 德国（从莱茵河的德法边界到德国与瑞士的边界）
  - 勒拉赫 → 莱茵费尔登 → 巴特塞京根 → 阿尔布鲁克 → 瓦尔茨胡特-廷根 → 克莱特高 (partly (A98))
- 瑞士
  - 沙夫豪森
- 德国
  - 辛根 → 于伯林根 → 腓特烈港 → 林道 (partly A98)
  - 林道 → 梅明根 → 莱希河畔兰茨贝格 → 慕尼黑 (A96)